# 코소보포모라블레구

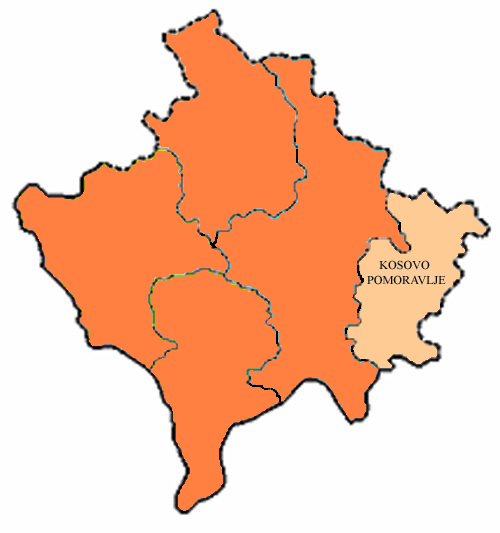
코소보포모라블레 구의 위치

코소보포모라블레구(세르비아어: Косовско-Поморавски округ, Kosovsko-Pomoravski okrug)는 세르비아 코소보 메토히야 자치주에 위치한 구로 행정 중심지는 그닐라네이며 면적은 1,388km2, 인구는 217,726명(2002년 인구 조사 기준), 인구 밀도는 156.9명/km2이다. 코소보는 2008년 세르비아로부터 독립을 선언한 상태이다.

## 지방 자치체
4개 지방 자치체를 관할한다.
- 코소브스카카메니차 (Kosovska Kamenica)
- 노보브르도 (Novo Brdo)
- 그닐라네 (Gnjilane)
- 비티나 (Vitina)

## 같이 보기
- 코소보 (지역)